# Ablabys macracanthus
Ablabys macracanthus és una espècie de peix pertanyent a la família dels tetrarògids i a l'ordre dels escorpeniformes.

## Etimologia
Ablabys deriva del grec ablabie, -es, ablaboos (inofensiu), mentre que macracanthus prové dels mots grecs μακρο- (macro-; gran, gros) i ἄκανθος (akanthos, espina) i fa referència a la seua segona espina dorsal allargada.

## Descripció
Fa 20 cm de llargària màxima. 15-16 espines i 8-10 radis tous a l'única aleta dorsal. 3 espines i 7-8 radis tous a l'anal. Té coloracions diverses i, normalment, amb tons de color marró finament esquitxats de blanc. Front i musell blancs. Membrana dels radis dorsals sense incisions. La segona espina de l'aleta dorsal és la més allargada i de més longitud que la llargada del cap. Part espinosa de l'aleta dorsal totalmente erecta. Origen de l'aleta dorsal situat davant dels ulls. Dues espines a l'os lacrimal i dirigides endarrere (la posterior més allargada que l'anterior). Té espines curtes i d'altres més petites per sota del marge del preopercle. Línia lateral contínua i amb 90-100 escates. 11-11 radis tous a les aletes pectorals.

## Alimentació
El seu nivell tròfic és de 3,46.

## Hàbitat i distribució geogràfica
És un peix marí, associat als esculls (entre 1 i 20 m de fondària) i de clima tropical (25°N-8°N, 92°E-124°E), el qual viu a la conca Indo-Pacífica: els hàbitats litorals (normalment de fons fangós o sorrenc), estuaris i el vessants costaners de les illes Maldives, les illes Andaman, Taiwan (incloent-hi les illes Pescadors), la Xina, el mar de la Xina Meridional, Indonèsia, les illes Filipines i, potser també, Tailàndia.

## Observacions
És inofensiu per als humans, el seu índex de vulnerabilitat és moderat (38 de 100) i es balanceja cap enrere i cap endavant imitant fulles mortes i altres detrits.